# Линда (певица)
Светла́на Льво́вна Ге́йман, более известная как Ли́нда (род. 29 апреля 1977, Кентау, Чимкентская область) — российская певица, исполняющая  электронную, этническую и рок-музыку, поэтесса, художница. Чаще всего Линду относят к жанру трип-рок.
Первое время автором музыки для Линды был композитор Максим Фадеев. После расставания с ним Линда начала писать стихи и музыку самостоятельно, а также сотрудничала с такими авторами, как Евгений Поздняков, Мара и Любаша. За свою карьеру певица продала более 5 миллионов экземпляров альбомов в России, в том числе «Песни тибетских лам» — 350 тысяч, «Ворона» — 3,5 миллиона, «Ворона. Remake & Remix» — 500 тысяч, «Линда» — 100 тысяч, «АтакА» — 500 тысяч, «АлеАда» — 125 тысяч.

## Биография

### Детство и юность
Родилась в Кентау Чимкентской области 29 апреля 1977 года. В Казахстан в 1941 году на свинцовые рудники была выслана её бабушка Анна Ильинична вместе с четырьмя детьми; её муж был репрессирован в 1937 году. Бабушка принимала большое участие в воспитании внучки. Она хотела, чтобы ей дали имя не Света, а Лейбла и всю жизнь звала её именно так — Лэйной, Линой или Лей.
Родители Гейман — финансист Лев Исаакович Гейман (впоследствии крупный банкир, владелец «Лада-банка», а затем «Ипокомбанка») (03.11.1942) и инженер (впоследствии домохозяйка) Александра Васильевна Зубенко (29.09.1944—10.10.2005)
У Светланы есть старшая сестра Елена.
Во время учёбы во втором классе переехала с семьёй в Тольятти Куйбышевской области, жила там на Коммунистической улице, в Комсомольском районе. Окончила лицей № 6. В 13 лет вместе с семьёй переселилась в Москву. Стала посещать коллектив народного творчества в театре «Эрмитаж», где в течение года обучалась основам сценического искусства под руководством Юрия Гальперина, принимала участие в театральных постановках коллектива. По воспоминаниям Линды, ей было достаточно трудно приспособиться к новым условиям жизни в больших городах.
В 1993 году Линда поступила в Государственное музыкальное училище имени Гнесиных на вокальное отделение (педагог — Владимир Хачатуров).
В это же время впервые выступила на телевидении, в финале конкурса «Поколение» в Юрмале (Латвия), где её заметил продюсер Ю. Айзеншпис. Тогда уже был придуман псевдоним Линда, он был навеян именами, которыми называла Светлану бабушка.

### Начало карьеры
В начале 1993 года Линда начала работать с Виталием Окороковым и Владимиром Матецким. Были записаны первые песни певицы, среди которых были «Нон-стоп» (музыка Виталия Окорокова, стихи Лизы Мялик) и «Игра с огнём» (музыка Андрея Мисина, стихи Карена Кавалеряна). С первой композицией Линда попала в финал фестиваля «Песня года», а на вторую был снят видеоклип, режиссёром которого выступил Фёдор Бондарчук. На фестивале и в видеоклипе Линда предстала в образе, навеянном стилистикой клипов Мадонны начала 1990-х. Стилистом клипа выступил Александр Шевчук. Продюсированием певицы продолжал заниматься Юрий Айзеншпис, однако к концу 1993 года сотрудничество певицы и продюсера прекратилось.
Во время студийной работы над песней «Игра с огнём» Линда познакомилась с Максимом Фадеевым, который был приглашён для переделки аранжировки этой композиции. С того времени началась их совместная работа.

### 1-й студийный альбом «Песни тибетских лам»
Для участия в первом альбоме певицы в начале 1994 года была приглашена группа «Конвой», ранее уже работавшая с Фадеевым. С февраля по июнь 1994 года шла запись дебютного альбома. Перед выходом альбома на радио был выпущен пре-сингл с альбома, песня «Мало огня», на которую позже был снят второй клип певицы. Песня стала хитом и вышла на двух сборниках песен звёзд российской эстрады.
В августе 1994 года вышел альбом «Песни тибетских лам». Для записи альбома были привлечены различные музыканты: бэк-вокалисткой выступила Ольга Дзусова, в песне «Сделай так» был записан голос семилетней Юлии Савичевой. Для продвижения альбома был создан лейбл «Кристальная музыка», который представлял только интересы Линды. В целом альбом имел неплохие продажи, разойдясь тиражом в 250 тысяч копий и получив платиновый статус. Из альбома был выпущен ещё один хит-сингл «Танец под водой», а также сняты клипы на песни «Сделай так» и «Девочки с острыми зубками». Сама певица вспоминает, что большую поддержку альбому оказала радиостанция «Европа плюс». Альбом также имел небольшой успех в Японии, где был выпущен ограниченным тиражом в 500 экземпляров и быстро раскуплен.
Рецензии критиков на альбом были смешанными. С одной стороны, отмечался низкий уровень вокальных данных певицы, с другой стороны, отмечалась её харизма и энергетика, а также высокий технический уровень альбома и совершенно новый, необычный для российского слушателя стиль.
В 1995 году Линда впервые стала давать «живые» выступления. В августе — ноябре проходила рекламная кампания первого гастрольного тура певицы с программой «Песни тибетских лам». В декабре состоялся первый концерт тура, который при полном аншлаге прошёл во Дворце спорта «Юбилейный» в Санкт-Петербурге.

### Альбом ремиксов «Танцы тибетских лам»
В конце 1994 года состоялся выпуск ремиксового альбома «Танцы тибетских лам», который, однако, прошёл практически незамеченным, а также первой ласточки нового альбома певицы — видеоклипа на песню «Круг от руки».
В журнале «ОМ» альбом «Песни тибетских лам» был назван лучшим альбомом 1995 года, «Круг от руки» — лучшим клипом, «Ляп-ляп-ляп» (композиция с «Танцев…») — лучшей песней, Даша Ухачёва — лучшим стилистом, а Линда — лучшей певицей.

### 2-й студийный альбом «Ворона»
В начале 1996 года началась запись второго студийного альбома певицы. У альбома было несколько рабочих названий, таких как «Волчица» и «Крапива», но в итоге остановились на названии «Ворона».
В середине года снимался клип на песню «Северный ветер», и песня, попав в радиоротацию, стала хитом. По итогам 1996 года песня становится третьей по ротации на радиостанции «Maximum».
Третьим синглом с альбома стала заглавная композиция «Ворона», на которую в конце года был снят видеоклип. Песня стала очень популярной и до сих пор остаётся «визитной карточкой» певицы.
2 декабря 1996 года состоялся релиз альбома «Ворона». Диск стал бестселлером и третьим альбомом по объёму продаж в 1997 году с тиражом более 2 миллионов 100 тысяч копий в России.

### Альбом ремиксов «Ворона. Remake & Remix»
Летом 1997 года вышел альбом танцевальных ремиксов «Ворона. Remake & Remix», автором которых также стал Максим Фадеев. Этот альбом стал сенсацией года в российской танцевальной музыке.

### Гастроли. Концертный альбом «Концерт»
Два года — 1997 и 1998 — прошли для Линды под знаком гастролей.
Летом 1998 года вышел альбом «Концерт», в двух частях которого были собраны почти все песни Линды из двух предыдущих альбомов в живом исполнении, записанные во время её тура по Уралу в сентябре—октябре 1997 года.
Почти сразу после релиза «Вороны» была начата работа над альбомом с рабочим названием «Внутри», весной 1998 он получил окончательное название «Плацента». Планировалось выпустить его в октябре, но из-за экономического кризиса в России выход был перенесён. Уже тогда отношения между Линдой и Фадеевым были обострены, они иногда ссорились в процессе записи «Плаценты». «Конвой» возмущало то, что Фадеев слишком отдалился от России. Отъезд Фадеева, по словам отца Линды, был связан с тем, что из-за кризиса он перестал финансировать творческую деятельность дочери.
В начале 1999 года Линда дала концерт в Петербурге, знаменующий собой конец старой концертной программы, прощание с «Вороной». 18 февраля она предстала перед публикой в ином образе. На показе мод «Натюр-шоу», прошедшем в ресторане «Сatwalk», она впервые исполнила роль модели. После дебюта на подиуме продолжила работу над альбомом «Плацента» и синглом «Чини-Чита» (сингл в итоге не вышел).
Также в феврале 1999 года был заключён контракт с Turbo Beat BMG для продвижения Линды за рубежом. На осень был запланирован выход сингла «I’m crow» — версии песни «Ворона», предназначенной для иностранной публики. По задумке, песня должна была звучать по-прежнему на русском языке, но с вкраплением фраз на английском. Сингл был записан, но официально так и не вышел.

### 3-й студийный альбом «Плацента»
В начале апреля 1999 года снимался клип на песню «Взгляд изнутри» из нового альбома. Упав во время съёмок, певица сломала ребро, но это не повлияло на концертный график. Первая версия клипа была запрещена цензурой.
27 мая в Петербургском Дворце спорта «Юбилейный» прошла презентация альбома «Плацента». Имидж Линды потерпел кардинальные перемены: короткие огненно-рыжие волосы, бледные губы, белые ресницы, специфические концертные наряды в красных тонах. В творчестве появились такие жанры электронной музыки как трип-хоп, даб, даунтемпо и джангл.
В июне был снят клип на песню «Отпусти меня», в котором Линда снова кардинально сменила имидж, временно представ в образе блондинки.
Концертный тур "Плацента" получился скромнее, чем "Ворона". Линда всё чаще выступала не на больших площадках, а в клубах.

### Сборник «Белое на белом»
В середине 1999 года была записана песня «Белое на белом», где Линда дебютировала в качестве автора текста. Музыку прислал из Германии Макс Фадеев. Это была их последняя совместная работа. Песня «Белое на белом» была выпущена в декабрьском сборнике лучших песен Линды, первом в её дискографии.
В декабре Линда впервые выступила в Москве, на первом фестивале «Нашествие». 31 декабря участвовала в сборном концерте BMG в Мюнхене.

### Альбомы ремиксов «Эмбрион»
Следующей работой стала «Изнанка света». Музыка к этой песне была написана новым композитором — гитаристом «Конвоя» Евгением Поздняковым. Стихи написала Линда. В марте 2000 года на неё был снят клип. Автором ремиксов двойного творения «Эмбрион» стал молодой аранжировщик, музыкальный программер Влад Жуков. На диск «Эмбрион Wrong» попали тяжёлые миксы, вторая часть «Эмбрион Right» была составлена из более лёгких, танцевальных композиций. За три месяца было записано 18 ремиксов: 16 на песни «Плаценты» и 2 — на «Изнанку света». Презентация состоялась 27 июля в клубе чайной культуры «Железный Феникс».

### 4-й студийный альбом «Зрение»
21 марта 2001 года был подписан контракт на выпуск альбома с компанией BMG Russia. В мае вышел в свет альбом «Зрение».
1 марта был снят клип на песню «Шоколад и слеза». Произошла очередная смена образа Линды: она стала похожа на цыганку. Вышла песня «Две улитки».
Летом прошёл концертный тур «Зрение». Вышел первый сборник клипов. В рейтинге студии «Монолит» альбом занял 22-е место по объёмам продаж за 2001-й год.
Был разорван контракт с компанией BMG.
27 февраля 2002 года в клубе «Реставрация» были представлены два диска-сборника «Спрайт-драйвер», на которых вышли «Маленькая девочка» (кавер на группу «Крематорий») и «Леска».

### Сингл «Цепи и кольца»
В 2002 году был подписан контракт с «Universal Music».
Весной 2003 года песня «Цепи и кольца» просочилась в Интернет, в августе она зазвучала на радио. Летом в Берлине была снята первая версия клипа на песню. Позже японскими аниматорами была нарисована вторая версия клипа, которая была презентована в декабре вместе с одноимённым макси-синглом. Песня была представлена на русском и английском языках.

### 5-й студийный альбом «Атака»
Выход альбома под рабочим названием «Пуля» был запланирован на осень 2004 года. В апреле в Южной Африке был снят клип «Агония». Релиз альбома был назначен на 5 ноября, позже альбом был переименован в «Атака». Вышел клип на песню «Беги».
В конце 2004 года Линда приняла участие в новогоднем телешоу «Неголубой огонёк-2», где исполнила советскую песню «Летите, голуби» (музыка Исаака Дунаевского, слова Михаила Матусовского).
В 2005 году Линда сменила цвет волос на красный и по-прежнему исполняла «японскую» концертную программу «Атака». В июне выступала на разогреве у Moby. Приняла участие в проекте рок-группы «Би-2» под названием «Нечётный воин», записав песню «Звонок».
В этом же году устроила выставку своих картин.

### Сборник «Почти близнецы»
В 2005 году генеральный директор Universal Дэвид Джанк познакомил Линду со Стефаносом Корколисом — греческим музыкантом, работавшим с мировыми звёздами, такими как Деспина Ванди, Милен Фармер, Питер Гэбриэл и Metallica. Корколис стал новым композитором и саунд-продюсером Линды.
В октябре Линда записала в Греции две новые песни — «Тай» и «Встреча». 2 декабря 2005 года на «Тай» был снят клип, в котором впервые приняли участие поклонники Линды.
13 декабря состоялся концерт-презентация диска «Почти близнецы». Релиз включал в себя два новых сингла, записанных в Греции, девять переизданных старых хитов и семь ремиксов.

### 6-й студийный альбом «АлеАда»
С января до апреля 2006 года Линда записывала в Лондоне свежий материал; в начале апреля в Греции был сняты два клипа на песни «Я украду» и «Меченая». С конца апреля начались новые концерты, в них Линда сочетала греческие и классические традиции.
Осенью появился клип «Меченая». В начале сентября 2006 года вышел клип «Толкай меня на любовь». Концерт-презентация альбома «АлеАда» прошла в октябре.
После концертов в России с новой программой, в начале 2007 года Линда и Корколис[кто?] снова вернулись в Грецию. Летом «АлеАда» вышла в Греции; кроме прежнего трек-листа альбома, туда вошли три дополнительных трека: кавер-версии «Меченой» при участии греческой рэп-группы Going Through, и песня «Kanenas Pote», представляющая собой грекоязычный вариант «По рельсам любви». 3 и 4 августа Линда дала на Кипре концерты.
Альбом Линды «Алеада» попал во все греческие чарты и довольно быстро получил «золотой» статус.

### 7-й студийный альбом «Sкор-Пионы»
В январе 2008 года в московском клубе «Б2» Линда и Корколис представили первую работу, которая должна была войти в новый альбом: сингл «Чёрно-снежная». За два месяца до выхода альбома группа «Конвой» прекратила сотрудничество с Линдой. В марте вышел клип «Sкор-Пионы» на песню из готовящегося к выходу одноимённого альбома. Съёмки клипа проходили на территории заброшенной фабрики за пределами Афин.
Презентация альбома «Sкор-Пионы» состоялась 28 марта 2008 года в ДК имени Горбунова.
Альбом «Sкор-Пионы», по сравнению с ранними альбомами в целом стал более мощным, динамичным и утяжелённым по звучанию, но в нём есть и лирические композиции. Работа над новым альбомом длилась 1,5 года и проходила в разных студиях: во Франции, в Греции, Нью-Йорке.
В мае вышел видеоклип на песню «5 минут», смонтированный из концерта, снятого во время презентации альбома «Sкор-Пионы». В октябре вышел и сам концертный DVD «Sкор-Пионы Live».

### Акустический альбом «Acoustics by Bloody Faeries»
C апреля 2008 года Линда жила в Греции. Для западной публики певица использовала псевдоним "Linda Geyman". Предоставляла демо-вокал для композиций Стефаноса Корколиса к музыкальному спектаклю «Миссис Роджерс», участвовала в создании им музыкального оформления телепередач и открытия Всемирных летних специальных Олимпийских игр 2011. Был начат новый проект — совместная с Корколисом группа под названием «Bloody Cherries». В 2011 году он был переименован в «Bloody Faeries», в том же году были сняты первые клипы — «The seed» и «Revolution».
В 2012 году Линда и Корколис возобновили концертную деятельность в России. Вышел первый акустический альбом проекта — «Acoustics by Bloody Faeries». Песни «Bloody Faeries» содержали в себе академические элементы, арт-рок, мотивы классической литературы, греческую этнику, и почти не имели общего с предыдущим творчеством певицы. Помимо новых композиций, в альбом вошли акустические версии старых песен Линды.
В том же году Линда записала с российскими рэперами ST, Fike и Jambazi ремейки своих песен «Марихуана» и «Мало огня», на оба из них были сняты клипы. Снова приняла участие в проекте «Нечётный воин»: записала с Найком Борзовым песню «Далеко», которая вышла в 2012 году на одноимённом макси-сингле, а в 2013 — на альбоме «Нечётный воин-3». 7 мая 2013 года вышел клип на «Далеко».

### Запись дебютного альбома «Bloody Faeries»
В декабре 2012 года Линда и Стефанос Корколис под руководством звукорежиссёра и продюсера Хайдна Бендалла начали записывать в Лондоне первый полноценный студийный альбом «Bloody Faeries» под названием «Delivery Dreams». Релиз альбома был запланирован на первую половину весны 2013 года, а его масштабная презентация должна была состояться в конце года на одной из крупных московских площадок.
Линда и Корколис гастролировали по России и постсоветским странам. В концертную программу входили песни как Линды, так и проекта «Bloody Faeries». Также Линда начала работу над новым сольным альбомом. Выпуск «Delivery Dreams» был отложен на неопределённое время.

### 8-й студийный альбом «Лай, @!»
26 августа 2013 года состоялась премьера клипа на песню «Лай, собака».
12 ноября 2013 года, был выпущен восьмой студийный альбом «Лай, @!». Прошел концертный тур в поддержку альбома.
17 сентября 2014 вышел клип на песню «Повесь меня». Стало известно, что Линда приостановила сотрудничество со Стефаносом Корколисом.
9 декабря 2014 года состоялся релиз альбома «Лай, @!» (Deluxe version) в iTunes Store. В этой версии были добавлены два новых трека — новая версия неиздававшейся ранее песни «Руки мои» и сингл «Добрая песня», записанный в дуэте с Глебом Самойловым, а также клип на песню «Повесь меня». 31 декабря состоялась премьера совместного с группой «The Matrixx» клипа на «Добрую песню».
14 февраля 2015 года состоялась презентация концертного альбома Линды «Life @» в клубе Brooklyn: в этот альбом вошли песни в новых аранжировках, которые певица исполняла в последнее время на концертах.

### 9-й студийный альбом «Карандаши и спички»
15 августа 2015 года в клубе «Volta» был представлен сингл «Идеальная погода, чтобы идти к чёрту». 23 октября состоялась премьера одноимённого видеоклипа на YouTube-канале лейбла Velvet Music. В этот день Линда с премьерой посетила прямые эфиры телеканалов RussianMusicbox, LifeNews и RuTV.
Презентация нового альбома «Карандаши и спички» прошла 7 ноября 2015 года в московском клубе «Москва».
В 2015 году Линда выступала на «Нашествии», «Супердискотеке 90-х» и других площадках.
31 декабря 2015 года на канале Линды в YouTube состоялась презентация клипа на песню «Болеют все».
В 2016 году Линда приняла участие в трибьюте Ильи Кормильцева: вместе с Алесей Маньковской записала песню «Камера пыток» (стихи И. Кормильцева, музыка А. Маньковской). 9 сентября песня вышла в iTunes как сингл, а в феврале 2017 года была издана на трибьют-альбоме «Иллюминатор. Песни на стихи Ильи Кормильцева».

### Альбом «Bloody Faeries»
26 июля 2019 года состоялся цифровой релиз «Bloody Faeries» - ранее не издававшихся треков дуэта Линды и Корколиса из их одноимённого проекта. Включает в себя почти все материалы, записанные в 2012 году для отменённого альбома «Delivery Dreams».

### 10 студийный альбом «ДНК Мира»
25 сентября 2020 года вышел студийный альбом «ДНК Мира». В песнях присутствуют якутский язык и восточные мотивы. Звучание альбома не такое тяжёлое, и сильнее отсылает к ранним альбомам Линды, чем её релизы 2008-2017 годов.

## Дискография

### Студийные альбомы
- 1994 — Песни тибетских лам
- 1996 — Ворона
- 1999 — Плацента
- 2001 — Зрение
- 2004 — АтакА
- 2006 — АлеАда
- 2008 — Sкор-Пионы
- 2013 — Лай, @! (Лай, собака!)

Все тексты написаны Линдой.
| №   | Название                               | Музыка                | Длительность |
| --- | -------------------------------------- | --------------------- | ------------ |
| 1.  | «Карандаши и спички»                   | Линда                 | 3:55         |
| 2.  | «Болеют все»                           | Линда                 | 4:53         |
| 3.  | «Кошкин дом»                           | Линда                 | 4:01         |
| 4.  | «Мне хорошо»                           | Линда, Дмитрий Добрый | 3:04         |
| 5.  | «Идеальная погода, чтобы идти к чёрту» | Линда                 | 3:34         |
| 6.  | «Шрамы»                                | Линда                 | 3:48         |
| 7.  | «Лабиринтами»                          | Линда                 | 3:23         |
| 8.  | «Всем, кто...»                         | Линда                 | 4:33         |
| 9.  | «Лёд за шиворот»                       | Линда                 | 3:36         |
| 10. | «Хочу»                                 | Линда                 | 3:34         |
| 11. | «Самка»                                | Линда                 | 3:59         |
| 12. | «SMS»                                  | Линда                 | 4:38         |

Участники записи
- Линда — вокал
- Ольга Дзусова — бэк-вокал
- Диана Горовая — бэк-вокал, мастеринг
- Герман Осипов — балалайка
- Леонид Максимов — бас-гитара
- Ольга Долгополова — барабаны, перкуссия
- Виталий Крымский — гитара
- Павел Панов — клавишные
- Хайдн Бендалл — мастеринг (треки 1-4, 6-9, 11-12), звукорежиссёр
- Михаил Кувшинов — мастеринг (треки 5, 10)
- Екатерина Кобзарь — фото
- Андрей Сенькин — дизайн, иллюстрации (треки 3, 5)
- Катерина Генералова — иллюстрации (треки 1, 6)
- Алёна Перфилова — иллюстрации (трек 2)
- Ольга Шадрина — иллюстрации (треки 4, 7, 8, 10, 12)
- Ксения Туренко — иллюстрации (треки 9, 11)

| №   | Название                 | Текст песни                 | Музыка               | Длительность |
| --- | ------------------------ | --------------------------- | -------------------- | ------------ |
| 1.  | «Антахкарана»            | Olena Uutai                 | Линда                | 6:18         |
| 2.  | «Хватит!»                | Линда                       | Линда, Иван Пермяков | 4:32         |
| 3.  | «Трещины»                | Линда                       | Линда                | 4:42         |
| 4.  | «Недолюбили»             | Линда                       | Линда                | 5:05         |
| 5.  | «Положи меня рядом»      | Линда                       | Линда                | 4:37         |
| 6.  | «Ты нравишься мне»       | Линда                       | Линда                | 2:59         |
| 7.  | «Свет»                   | Катя Смертина, Ольга Рогава | Роман Умяров         | 4:35         |
| 8.  | «Сердцесфера»            | Линда                       | Линда                | 4:20         |
| 9.  | «Стоп-кадр»              | Линда                       | Линда                | 4:37         |
| 10. | «Куклы чужого детства»   | Линда                       | Линда                | 5:33         |
| 11. | «Ветер времени»          | Линда                       | Линда                | 4:18         |
| 12. | «Развернём мир на север» | Линда                       | Линда                | 4:00         |
| 13. | «Киты-кошки!»            | Линда                       | Линда                | 3:42         |
| 14. | «ДНК Мира»               | Линда                       | Линда                | 5:41         |

Участники записи
- Линда — вокал (треки 2-14), дизайн
- Olena Uutai (Ольга Подлужная) — вокал (трек 1), бэк-вокал (трек 14)
- Ольга Дзусова — бэк-вокал (треки 2-14)
- Виталий Крымский — гитары
- Вячеслав Зарубов, Денис Разумный — аранжировки
- Михаил Кувшинов — аранжировки, запись, сведение, мастеринг, саунд-дизайн
- Евгений Кабодько — фото
- Тимофей Яковлев — стиль
- Анна Вагнер-Рокант — иллюстрации (треки 4, 13)

### Альбомы ремиксов
Слова, музыка, ремиксы — Максим Фадеев
| №   | Название                                                              | Длительность |
| --- | --------------------------------------------------------------------- | ------------ |
| 1.  | «Ожог»                                                                | 3:29         |
| 2.  | «Нирвана»                                                             | 5:41         |
| 3.  | «Можно купаться в грязной воде» (оригинал — «Купание в грязной воде») | 4:24         |
| 4.  | «Ляп, ляп, ляп»                                                       | 2:52         |
| 5.  | «Пусть будет тихо» (оригинал — «Сделай так»)                          | 4:11         |
| 6.  | «Распахни меня»                                                       | 2:39         |
| 7.  | «Мало огня» (оригинал — «Мало огня»)                                  | 2:57         |
| 8.  | «Электрика, часть 1»                                                  | 3:22         |
| 9.  | «Электрика, часть 2»                                                  | 3:20         |
| 10. | «Шаманка»                                                             | 3:47         |
| 11. | «Загляни за солнце»                                                   | 3:04         |
| 12. | «Поиграй со мной» (оригинал — «Танец под водой»)                      | 4:04         |
| 13. | «Подарок»                                                             | 3:04         |

- 1997 — Ворона. Remake & Remix
- 2000 — Эмбрион Right
- 2000 — Эмбрион Wrong

### Концертные альбомы
Записан в ходе тура по Уралу в сентябре—октябре 1997 года
Переиздание альбома «Концерт»
- 2015 — Life @

### Сборники
Вся музыка написана Максимом Фадеевым.
| №   | Название                 | Текст песни | Длительность |
| --- | ------------------------ | ----------- | ------------ |
| 1.  | «Сделай так»             | М. Фадеев   | 6:52         |
| 2.  | «Мало огня»              | М. Фадеев   | 5:34         |
| 3.  | «Танец под водой»        | М. Фадеев   | 5:27         |
| 4.  | «Северный ветер»         | М. Фадеев   | 5:11         |
| 5.  | «Никогда»                | М. Фадеев   | 3:47         |
| 6.  | «Ворона»                 | М. Фадеев   | 5:07         |
| 7.  | «Марихуана»              | М. Фадеев   | 5:10         |
| 8.  | «Никому я тебя не отдам» | М. Фадеев   | 4:55         |
| 9.  | «Круг от руки»           | М. Фадеев   | 4:09         |
| 10. | «Отпусти меня»           | М. Фадеев   | 4:38         |
| 11. | «Я не могу»              | М. Фадеев   | 4:55         |
| 12. | «Золотая вода»           | М. Фадеев   | 4:03         |
| 13. | «На краю»                | М. Фадеев   | 3:46         |
| 14. | «Белое на белом»         | Линда       | 5:35         |

| №   | Название                 | Текст песни   | Музыка              | Длительность |
| --- | ------------------------ | ------------- | ------------------- | ------------ |
| 1.  | «Сделай так»             | Максим Фадеев | М. Фадеев           | 6:50         |
| 2.  | «Мало огня»              | М. Фадеев     | М. Фадеев           | 5:33         |
| 3.  | «Танец под водой»        | М. Фадеев     | М. Фадеев           | 5:26         |
| 4.  | «Северный ветер»         | М. Фадеев     | М. Фадеев           | 5:37         |
| 5.  | «Круг от руки»           | М. Фадеев     | М. Фадеев           | 4:29         |
| 6.  | «Никогда»                | М. Фадеев     | М. Фадеев           | 4:30         |
| 7.  | «Ворона»                 | М. Фадеев     | М. Фадеев           | 5:32         |
| 8.  | «Никому я тебя не отдам» | М. Фадеев     | М. Фадеев           | 5:07         |
| 9.  | «Марихуана»              | М. Фадеев     | М. Фадеев           | 5:33         |
| 10. | «Сидите потише»          | М. Фадеев     | М. Фадеев           | 5:17         |
| 11. | «Я не могу»              | М. Фадеев     | М. Фадеев           | 4:54         |
| 12. | «Отпусти меня»           | М. Фадеев     | М. Фадеев           | 4:37         |
| 13. | «Изнанка света»          | Линда         | Евгений Поздняков   |              |
| 14. | «Две улитки»             | Линда         | Линда, Е. Поздняков | 3:53         |

- 2005 — Почти близнецы
- 2010 — Линда. Лучшие песни

### Альбомы дуэта Линда & Stefanos Korkolis
- 2012 — Acoustics by Bloody Faeries

| №   | Название          | Текст песни                                    | Музыка                   | Длительность |
| --- | ----------------- | ---------------------------------------------- | ------------------------ | ------------ |
| 1.  | «Маргарита»       | Линда                                          | Линда, Стефанос Корколис | 2:59         |
| 2.  | «Jean d'Ark»      | Ревекка Русси                                  |                          | 4:15         |
| 3.  | «Fake world»      |                                                |                          | 3:56         |
| 4.  | «Ойкумена»        | Линда                                          | С. Корколис              | 3:57         |
| 5.  | «Alice»           |                                                |                          | 3:57         |
| 6.  | «Salome»          | Р. Русси, цитаты из пьесы О. Уайльда «Саломея» | Линда, С. Корколис       | 3:44         |
| 7.  | «Les miserables»  | Георгий Цевренис                               | Линда, С. Корколис       | 3:53         |
| 8.  | «Frozen Queen»    | Г. Цевренис                                    | С. Корколис              | 3:54         |
| 9.  | «Petit prince»    | Г. Цевренис                                    | С. Корколис              | 4:29         |
| 10. | «Lady Macbeth»    | Мария Триандопулос                             | С. Корколис              | 3:42         |
| 11. | «Sleeping Beauty» | Р. Русси                                       | С. Корколис              | 3:18         |
| 12. | «Revolution»      | на основе стихотворения Жана Рене Марианни     | С. Корколис              | 3:51         |

### Синглы
- 1999 — «I’m Crow» (Promo-CD)[24]
- 1999 — «Белое на белом» (Promo-CD)
- 2000 — «Изнанка света»
- 2001 — «Две улитки»
- 2003 — «Цепи и кольца»
- 2004 — «Агония»
- 2004 — «Беги»
- 2006 — «Я украду»
- 2006 — «Мечена я»
- 2006 — «Толкай на любовь»
- 2007 — «Любовь в конверте»
- 2008 — «Чёрно-снежная»
- 2008 — «Sкор-пионы» (Promo-CD 4 track)
- 2013 — «Они так»
- 2013 — «Лай, собака!»
- 2014 — «Добрая песня» (feat. Глеб Самойлов)
- 2015 — «Идеальная погода, чтобы идти к чёрту»
- 2016 — «Хочу (pop radio mix)»
- 2016 — «Камера пыток»
- 2017 — «Оспа»
- 2017 — «Новые люди» (feat. «Coma Soul»)
- 2017 — «Психи»
- 2019 — «Трещины»[59]
- 2019 — «Положи меня рядом»
- 2020 — «Ты нравишься мне»
- 2020 — «Катацумури» (feat. Noize MC)
- 2020 — «Недолюбили»

### Участие в релизах
Релизы, которые содержат уникальные (отсутствующие на альбомах Линды) песни.
| Год  | Релиз                                                             | Песни |
| ---- | ----------------------------------------------------------------- | --- |
| 1997 | Maxidance-2 (Разные исполнители)                                  | «Ворона (special remix)» |
| 2001 | Sprite-драйвер-1 (Разные исполнители)                             | «Маленькая девочка» (cover «Крематорий»), «Леска» |
| 2005 | Нечётный воин (Разные исполнители)                                | «Звонок» |
| 2012 | Далеко (Разные исполнители)                                       | «Далеко», «Далеко (M Clis remix)», «Далеко (remix by DJ Sergio Cifra)», «Далеко (remix by Stako K ft. Emil Anlogik)», «Далеко (modular remix)» (все треки — дуэт с Найком Борзовым) |
| 2013 | Нечётный воин-3 (Разные исполнители)                              | «Далеко» (feat. Найк Борзов) |
| 2013 | Пуленепробиваемый (ST)                                            | «Марихуана» (feat. ST) |
| 2013 | Где-то... (Fike & Jambazi)                                        | «Мало огня» (feat. Fike & Jambazi) |
| 2017 | Иллюминатор. Песни на стихи Ильи Кормильцева (Разные исполнители) | «Камера пыток» (feat. Алеся Маньковская) |

## Видеография

### DVD
| 2002                | «Videos-1»                                    | Сборник клипов |                     |              |
| 2008                | «Sкор-Пионы Live»                             | Концерт в ДК им. Горбунова (видео) + альбом «Sкор-пионы» (аудио) |                     |              |
| 2018                | «Неформат»                                    | Концерт в Vegas City Hall 30.11.2017 \| № \| Название \| Текст песни \| Музыка \| Длительность \| \| ------------------- \| --------------------------------------------- \| ------------------- \| ------------------- \| ------------ \| \| 1. \| «Интро» \| \| Линда \| \| \| 2. \| «Отказ» \| Марина Цветаева \| Линда \| \| \| 3. \| «Паранойя» \| Линда \| Линда \| \| \| 4. \| «Мир против нас» \| Линда \| Евгений Поздняков \| \| \| 5. \| «Болеют все» \| Линда \| Линда \| \| \| 6. \| «Северный ветер» \| Максим Фадеев \| М. Фадеев \| \| \| 7. \| «Круг от руки» \| М. Фадеев \| М. Фадеев \| \| \| 8. \| «Агония» \| Любаша \| Е. Поздняков \| \| \| 9. \| «Электрический воздух» \| А. Масленников \| А. Масленников \| \| \| 10. \| «Повесь меня» \| Линда \| Стефанос Корколис \| \| \| 11. \| «Оспа» \| Линда \| Линда \| \| \| 12. \| «Мозговые помехи» \| Линда \| Линда \| \| \| 13. \| «Камера пыток» \| Илья Кормильцев \| Алеся Маньковская \| \| \| 14. \| «Психи» \| Линда \| Линда \| \| \| 15. \| «Цепи и кольца» \| Мара Кана \| М. Кана \| \| \| 16. \| «Сидите потише» \| М. Фадеев \| М. Фадеев \| \| \| 17. \| «След» (сольный номер Ольги Дзусовой) \| О. Дзусова \| О. Дзусова \| \| \| 18. \| «SMS» \| Линда \| Линда \| \| \| 19. \| «Иду домой» (также известна как «Домой») \| Линда, Е. Поздняков \| Е. Поздняков \| \| \| 20. \| «Беги» \| Любаша \| Е. Поздняков \| \| \| 21. \| «Мечена я» \| Линда \| Линда \| \| \| 22. \| «Боль» \| М. Кана \| М. Кана \| \| \| 23. \| «Я украду» \| Линда \| Линда \| \| \| 24. \| «Отпусти меня» \| М. Фадеев \| М. Фадеев \| \| \| 25. \| «Ворона» \| М. Фадеев \| М. Фадеев \| \| \| 26. \| «Скорпионы» (также известна как «Sкор-пионы») \| Линда \| Линда \| \| \| 27. \| «Мало огня» \| М. Фадеев \| М. Фадеев \| \| \| 28. \| «Пять минут» \| Линда \| Линда, С. Корколис \| \| \| 29. \| «Outro» \| И. Гончарук \| Линда \| \| \| 30. \| «Психи» \| Линда \| Линда \| \| \| 31. \| «Никогда» \| М. Фадеев \| М. Фадеев \| \| \| Общая длительность: \| Общая длительность: \| Общая длительность: \| Общая длительность: \| 2:20:49 \| |                     |              |
| №                   | Название                                      | Текст песни | Музыка              | Длительность |
| 1.                  | «Интро»                                       | | Линда               |              |
| 2.                  | «Отказ»                                       | Марина Цветаева | Линда               |              |
| 3.                  | «Паранойя»                                    | Линда | Линда               |              |
| 4.                  | «Мир против нас»                              | Линда | Евгений Поздняков   |              |
| 5.                  | «Болеют все»                                  | Линда | Линда               |              |
| 6.                  | «Северный ветер»                              | Максим Фадеев | М. Фадеев           |              |
| 7.                  | «Круг от руки»                                | М. Фадеев | М. Фадеев           |              |
| 8.                  | «Агония»                                      | Любаша | Е. Поздняков        |              |
| 9.                  | «Электрический воздух»                        | А. Масленников | А. Масленников      |              |
| 10.                 | «Повесь меня»                                 | Линда | Стефанос Корколис   |              |
| 11.                 | «Оспа»                                        | Линда | Линда               |              |
| 12.                 | «Мозговые помехи»                             | Линда | Линда               |              |
| 13.                 | «Камера пыток»                                | Илья Кормильцев | Алеся Маньковская   |              |
| 14.                 | «Психи»                                       | Линда | Линда               |              |
| 15.                 | «Цепи и кольца»                               | Мара Кана | М. Кана             |              |
| 16.                 | «Сидите потише»                               | М. Фадеев | М. Фадеев           |              |
| 17.                 | «След» (сольный номер Ольги Дзусовой)         | О. Дзусова | О. Дзусова          |              |
| 18.                 | «SMS»                                         | Линда | Линда               |              |
| 19.                 | «Иду домой» (также известна как «Домой»)      | Линда, Е. Поздняков | Е. Поздняков        |              |
| 20.                 | «Беги»                                        | Любаша | Е. Поздняков        |              |
| 21.                 | «Мечена я»                                    | Линда | Линда               |              |
| 22.                 | «Боль»                                        | М. Кана | М. Кана             |              |
| 23.                 | «Я украду»                                    | Линда | Линда               |              |
| 24.                 | «Отпусти меня»                                | М. Фадеев | М. Фадеев           |              |
| 25.                 | «Ворона»                                      | М. Фадеев | М. Фадеев           |              |
| 26.                 | «Скорпионы» (также известна как «Sкор-пионы») | Линда | Линда               |              |
| 27.                 | «Мало огня»                                   | М. Фадеев | М. Фадеев           |              |
| 28.                 | «Пять минут»                                  | Линда | Линда, С. Корколис  |              |
| 29.                 | «Outro»                                       | И. Гончарук | Линда               |              |
| 30.                 | «Психи»                                       | Линда | Линда               |              |
| 31.                 | «Никогда»                                     | М. Фадеев | М. Фадеев           |              |
| Общая длительность: | Общая длительность:                           | Общая длительность: | Общая длительность: | 2:20:49      |

### Клипы
| Год  | Название                               | Режиссёр                        | Альбом                              |
| ---- | -------------------------------------- | ------------------------------- | ----------------------------------- |
| 1993 | «Игра с огнём»                         | Фёдор Бондарчук                 | без альбома                         |
| 1994 | «Мало огня»                            | Евгений Донской                 | «Песни тибетских лам»               |
| 1994 | «Сделай так»                           | Евгений Донской                 | «Песни тибетских лам»               |
| 1994 | «Танец под водой»                      | Евгений Донской                 | «Песни тибетских лам»               |
| 1995 | «Девочки с острыми зубками»            | Евгений Донской                 | «Песни тибетских лам»               |
| 1995 | «Девочки с острыми зубками-2»          | Евгений Донской                 | «Песни тибетских лам»               |
| 1995 | «Круг от руки»                         | Армен Петросян                  | «Ворона»                            |
| 1996 | «Северный ветер»                       | Армен Петросян                  | «Ворона»                            |
| 1996 | «Ворона»                               | Армен Петросян                  | «Ворона»                            |
| 1997 | «Марихуана»                            | Армен Петросян                  | «Ворона»                            |
| 1999 | «Взгляд изнутри»                       | Максим Осадчий                  | «Плацента»                          |
| 1999 | «Отпусти меня»                         | Максим Осадчий                  | «Плацента»                          |
| 2000 | «Изнанка света»                        | Максим Осадчий                  | «Линда» / «Эмбрион»                 |
| 2001 | «Шоколад и слеза»                      | Александр Шмид                  | «Зрение»                            |
| 2003 | «Цепи и кольца»                        | Георгий Тоидзе                  | «АтакА»                             |
| 2003 | «Цепи и кольца-2» / «Chains & Rings»   | Мидзухо Нисикубо                | «АтакА»                             |
| 2004 | «Агония»                               | Даниэль Сиглер                  | «АтакА»                             |
| 2004 | «Беги»                                 | Даниэль Сиглер                  | «АтакА»                             |
| 2004 | «Так кричали птицы»                    | нет информации                  | «АтакА»                             |
| 2004 | «Так кричали птицы-2»                  | Концертный (Тотальное шоу)      | «АтакА»                             |
| 2005 | «Тай!»                                 | Энтони Хуискамп                 | «Почти близнецы»                    |
| 2005 | «Ворона (Biopsyhoz version)»           | нет информации                  | «Почти близнецы»                    |
| 2006 | «Я украду!»                            | Мария Скока                     | «АлеАда»                            |
| 2006 | «Мечена я»                             | Мария Скока                     | «АлеАда»                            |
| 2006 | «Толкай на любовь!»                    | Мария Скока                     | «АлеАда»                            |
| 2007 | «Любовь в конверте»                    | Янис Манос, Стефанос Корколис   | «АлеАда»                            |
| 2007 | «Κανένας Ποτέ»                         | нет информации                  | «АлеАда»                            |
| 2008 | «Sкор-пионы»                           | Афина Казолеа, Марфа Кумарьяну  | «Sкор-Пионы»                        |
| 2008 | «Пять минут»                           | нет информации                  | «Sкор-Пионы»                        |
| 2011 | «The seed»                             | Vaggelis Ntezes                 | без альбома                         |
| 2011 | «Revolution»                           | Vaggelis Ntezes                 | «Bloody faeries»                    |
| 2011 | «Revolution» (full version)            | Vaggelis Ntezes                 | «Bloody faeries»                    |
| 2012 | «Марихуана» (feat. ST)                 | Сергей Гелун, Анна Гогичайшвили | «Пуленепробиваемый» (альбом ST)     |
| 2012 | «Мало огня» (feat. Fike & Jambazi)     | нет информации                  | «Где-то...» (альбом Fike & Jambazi) |
| 2013 | «Далеко» (feat. Найк Борзов)           | Кирилл Кара-Банчук              | «Нечётный воин-3»                   |
| 2013 | «Лай, собака!»                         | Nico Soulis, Kosta Stamoulis    | «Лай, @!»                           |
| 2013 | «Паранойя»                             | нет информации                  | «Лай, @!»                           |
| 2014 | «Повесь меня»                          | Валерия Гай Германика           | «Лай, @!»                           |
| 2014 | «Добрая песня» (feat. Глеб Самойлов)   | Дмитрий Звягин                  | «Лай, @!» (deluxe version)          |
| 2015 | «Идеальная погода, чтобы идти к чёрту» | Линда                           | «Карандаши и Спички»                |
| 2015 | «Болеют все»                           | Линда и погода Санкт-Петербурга | «Карандаши и Спички»                |
| 2017 | «Оспа»                                 | нет информации                  | без альбома                         |
| 2019 | «Трещины»                              | Александр Костыгин              | «ДНК Мира»                          |
| 2019 | «Положи меня рядом»                    | Катя Кобзарь                    | «ДНК Мира»                          |
| 2020 | «Ты нравишься мне»                     | Александр Костыгин              | «ДНК Мира»                          |
| 2023 | «Киты-кошки»                           | Александр Костыгин              | «ДНК Мира»                          |

## Награды и номинации
| Награда                             | Год  | Работа            | Категория         | Результат | Прим.        |
| ----------------------------------- | ---- | ----------------- | ----------------- | --------- | ------------ |
| Песня года                          | 1993 | «Нон-стоп»        | Лауреат фестиваля | Победа    | [ 9 ] [ 10 ] |
| Песня года                          | 2004 | «Беги»            | Лауреат фестиваля | Победа    | [ 61 ]       |
| Песня года                          | 2005 | «Агония»          | Лауреат фестиваля | Номинация | [ 61 ]       |
| Премия «Звезда»                     | 1996 | «Круг от руки»    | Клип года         | Победа    | [ 62 ]       |
| Премия «Максимум»                   | 1997 | «Ворона»          | Песня года        | Победа    | [ 63 ]       |
| IV Московский фестиваль видеоклипов | 1996 | «Круг от руки»    | Лучший костюм     | Победа    | [ 64 ]       |
| Funny House Dance Awards            | 1997 | «Ворона (remake)» | Ремикс года       | Номинация | [ 20 ]       |
| ZD Awards                           | 1997 | «Ворона»          | Альбом года       | Номинация | [ 65 ]       |
| ZD Awards                           | 1997 | Линда             | Певица года       | Победа    | [ 65 ]       |
| ZD Awards                           | 2004 | Линда             | Солистка года     | Номинация | [ 66 ]       |
| ZD Awards                           | 2004 | Линда             | Альтернатива года | Победа    | [ 66 ]       |